# Supernovarest

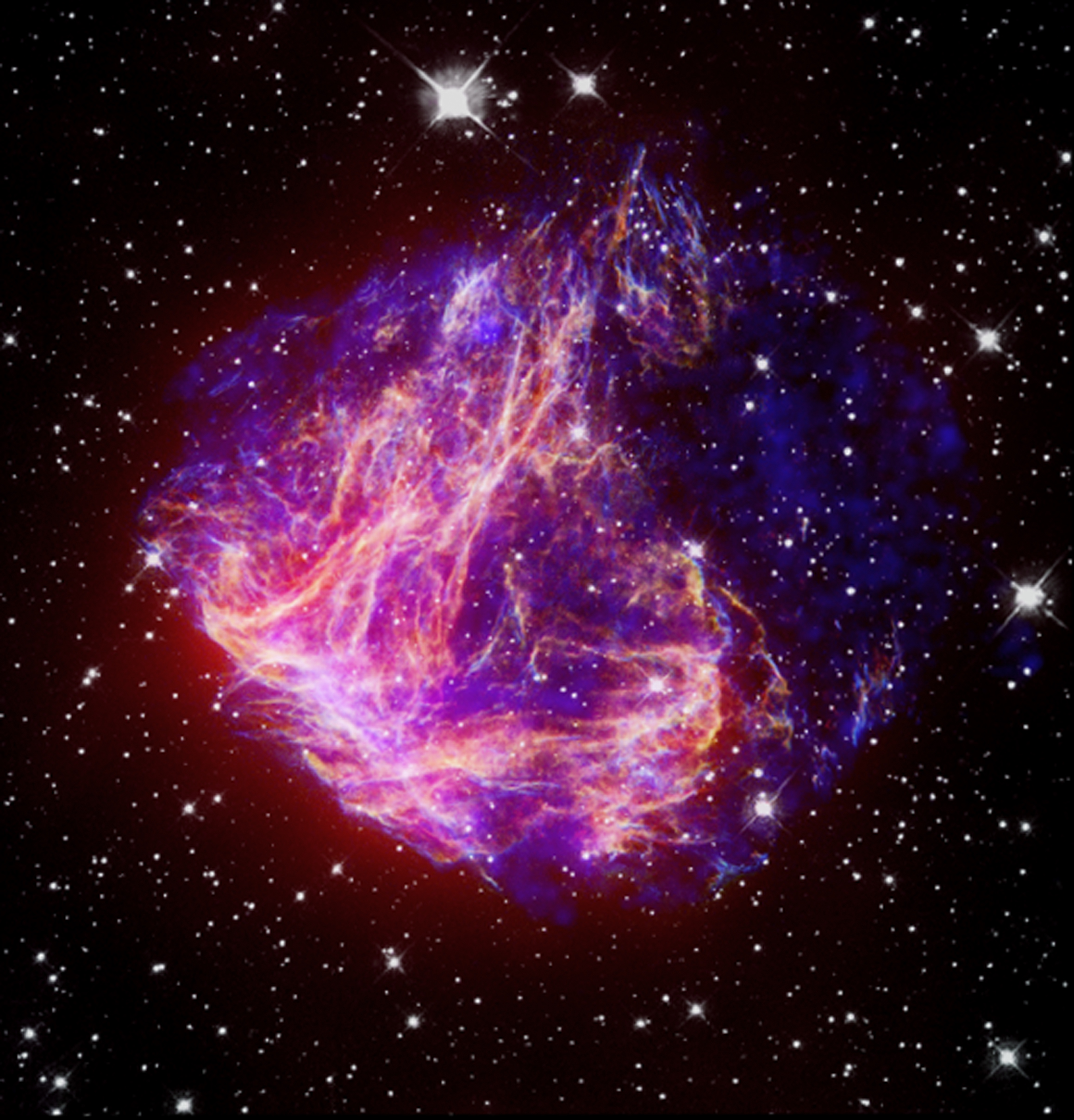
Supernovarest N49 in de Grote Magelhaense Wolk.

Een supernovarest is een emissienevel die overblijft van een zware ster (naast een neutronenster of een zwart gat) nadat ze als een supernova aan haar einde is gekomen. Een supernovarest kan heel veel verschillende vormen aannemen. De grootte en vorm ervan is afhankelijk van het type supernova en dus ook van de klasse ster die geëxplodeerd is.
De gas- en stofwolken die bij een supernova ontstaan vormen de supernovarest. Door de uitwaartse beweging terug te rekenen naar het begin, kan een benaderend tijdstip worden bepaald voor wanneer de supernova is opgetreden.
Waar de supernovarest botst op het interstellair materiaal, treedt interactie op in de vorm van een schokgolf.
Als er een schokgolf optreedt in een supernovarest in of bij een moleculaire wolk, ontstaan er, door samenklontering van gas, nieuwe sterren.
Sommige supernovaresten bevatten een plerion (pulsarwindnevel, PWN).
Twee van de best bestudeerde supernovaresten zijn de Krabnevel en de rest van de supernova 1987A.
Een deel van de kosmische straling is waarschijnlijk afkomstig van supernovaresten. 